# 해두국
해두국(海頭國)는 한국의 고대 왕국이다.

## 역사
압록강 주위에 위치했었으며, 22년에 해루국 국왕이 압록곡(鴨綠谷)에서 사냥을 하다가 부여 대소(帶素)의 동생에게 살해되고, 이후 갈사국(曷思國)에 흡수되었다.